# The Night Before (filme de 1988)
The Night Before (br: Uma Noite Muito Louca) é um filme americano de 1988, do gênero comédia, dirigido por Thom Eberhardt e estrelado por Keanu Reeves e Lori Loughlin.

## Elenco
- Keanu Reeves ... Winston Connelly
- Lori Loughlin ... Tara Mitchell
- Theresa Saldana ... Rhonda
- Trinidad Silva ... Tito
- Suzanne Snyder ... Lisa